# Carlene Begnaud

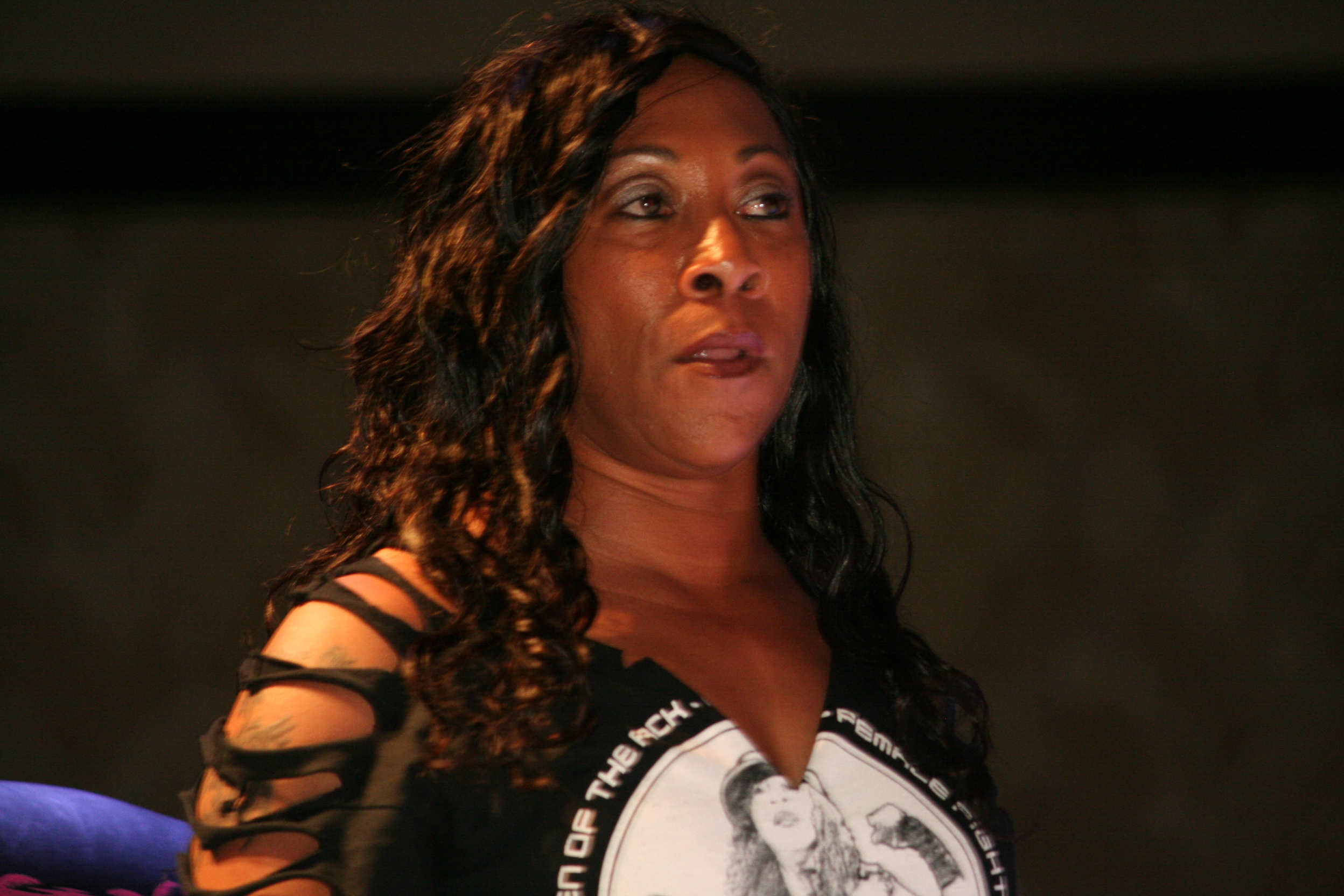
Jazz (Carlene Begnaud com o seu nome verdadeiro) em Abril de 2017.

Carlene Denise Moore-Begnaud (nascida em 27 de Agosto de 1973) mais conhecida pelo seu ring name Jazz, é uma lutadora de wrestling profissional estadunidense. Begnaud trabalhou para a Extreme Championship Wrestling e a WWE, onde foi por duas vezes Campeã Feminina da WWE.
Atualmente, está sem contrato com a NWA Cyberspace, após romper o contrato com a WWE em 2006. Lá, é a atual campeã feminina.

## No wrestling
- Ataques
  - Snap DDT; 2007–Presente
  - Sitout scoop slam piledriver; 2008–Presente
  - Fisherman buster
  - STF
  - Jazz Stinger
  - Bitch Clamp
  - Sitout front powerslam
  - Cartwheel evasion
  - Single leg Boston crab
  - Bridging reverse chinlock
  - Monkey flip
  - Jumping high–angle leg drop
  - Spin kick
  - Running splash

- Foi manager de
  - Justin Credible
  - Tommy Dreamer
  - Mark Henry
  - Rodney Mack (atual marido)

- Managers anteriores
  - Theodore Long
  - SoCal Val
  - Steven Richards

- Apelidos
  - The Baddest Bitch
  - Super Bitch
  - The Female Fighting Phenom

## Títulos e prêmios
- Downsouth Championship Wrestling
  - DCW Louisiana State Championship (1 vez)[2]

- NWA Cyberspace
  - NWA Cyberspace Women's Championship (1 vez, atual)[2]

- Women's Extreme Wrestling
  - WEW World Heavyweight Championship (1 vez)

- WWE
  - WWE Women's Championship (2 vezes)[3][4]